# الفطيحة
الفطيحة هو مركز سعودي يتبع محافظة بيش التابعة لمنطقة جازان جنوب غرب السعودية. ويقع مركز الفطيحة شمال شرق محافظة بيش؛ ويبعد عنها مسافة 38 كم، ويبعد عن مدينة أبها مسافة 107 كم وعن محافظة الدرب مسافة 56كم. كما يمر بجانبها وادي بيش ويبعد عنها سد وادي بيش 10 كم.